# 상가 (고구려)
상가(相加)는 고구려의 부족장인 대가(大加) 중에서 그들의 대표 자격으로 선출된 사람을 뜻한다. 관련된 대가 관내의 부족을 대표·지배한 상가(相加)는 국왕과 더불어 권력의 주축을 이루었다.

## 생애
《삼국지》 동이전(東夷傳) 고구려조(高句麗條)의 고구려 10관등 중 제1위의 관등이다. 상가는 고조선 시대의 조선상(朝鮮相)이나 이계상(尼谿相)과 같은 상(相)에 유력자(有力者)를 의미하는 가(加)가 붙은 것이라 생각된다.
그러므로 상가는 재상이 되는 가(加) 즉 제가(諸加)를 다스리는 고구려 5부족(五部族)의 부족장을 의미하는데, 뒤에 고구려의 관등체계에 편입되어 중앙관리화되었다.
이 상가는 6세기의 사실을 전하는 《주서》(周書) 이후의 기록에는 나타나지 않는데, 대대로(大對盧)의 직책 속으로 흡수된 듯하다.
한편 상가를 유력한 대가(大加)·소가(小加)들로 구성된 제가회의(諸加會議)의 장(長)으로 파악하여 《삼국사기》에 나타난 국상(國相)이 이에 해당된다고 보는 견해도 있다.

## 상가가 등장하는 작품

### 드라마
- 《바람의 나라》 (KBS 2008년~2009년, 배우:김병기)